# Heads of Medicines Agencies
Die Heads of Medicines Agencies (HMA, englisch Heads of Medicines Agencies) ist ein 1995 gegründeter Zusammenschluss der nationalen Zulassungsbehörden für Human- und Tierarzneimittel im Europäischen Wirtschaftsraum (EWR).

## Aufgaben
Die HMA hat als Ziel, den Austausch zwischen den Zulassungsbehörden der Mitgliedsstaaten zu fördern, um innerhalb des Arzneimittelzulassungssystems der Gemeinschaft eine zentrale Stelle für die Leiter der Zulassungsbehörden sowie ein Forum zum Informationsaustausch zu Themen gemeinschaftlichen Interesses zu bieten.
Laut eigener Beschreibung ist die Gruppe für die folgenden Bereiche zuständig:
- Unterstützung der Gemeinschaft durch das Angebot hochqualifizierter wissenschaftlicher Ressourcen
- Formulierung ausgewogener Sichtweisen bezüglich der europäischen Verfahren und deren Auswirkungen auf die Zulassungsbehörden der Mitgliedsstaaten
- Übernahme der Führungsrolle und des Überblicks über die Verfahren der gegenseitigen Anerkennung innerhalb des europäischen Systems
- Ausarbeitung und Bereitstellung praktischer Lösungen für innerhalb des Systems anfallende Probleme der Mitgliedsstaaten
- Bereitstellung eines Kommunikationsmediums zwischen den zuständigen Behörden der Mitgliedsstaaten, der Kommission und der EMEA.

Von zentraler Bedeutung sind unter anderem die beiden 2005 eingerichteten Koordinierungsgruppen (Coordination Groups) für Verfahren der gegenseitigen Anerkennung und dezentrale Verfahren für Humanarzneimittel (CMDh) und für Tierarzneimittel (CMDv). Die Aufgaben der CMDh sind in den Artikeln 27 und 29 der Richtlinie 2001/83/EG festgelegt, die der CMDv in der seit Januar 2022 geltenden Verordnung (EU) 2019/6 in den Artikeln 142 und 144. Eine weitere Gruppe der HMA stellt die Koordinierungsgruppe für klinische Prüfungen (Clinical Trial Coordination Group, CTCG) dar, die für die Bewertung und Beaufsichtigung klinischer Prüfungen zuständig ist. Etliche Arbeitsgruppen (Working Groups) und spezifische Fragestellungen bearbeitende, teils temporäre, Task Forces und Untergruppen unterstützen die Arbeit der HMA.

## Organisation
Die Gruppe trifft sich routinemäßig zweimal während jeder Ratspräsidentschaft, wobei der Vorsitz an den Mitgliedsstaat, der die Ratspräsidentschaft innehat und auch das Sekretariat stellt, übergeht. Wenn dies umständehalber nicht möglich ist, wählen die Mitgliedsstaaten unter sich einen Vorsitzenden sowie das Sekretariat. Verantwortlich für die Kontinuität der Arbeit sind jeweils die Leiter der zuständigen Behörden der vorherigen, der aktuellen und der zukünftigen Ratspräsidentschaft. Der Zusammenschluss umfasst 30 Länder und über 40 Zulassungsbehörden Stand 2007.
Die Europäische Arzneimittel-Agentur ist Mitglied der HMA.
Die deutschen in der HMA vertretenen Organisationen sind
- im Bereich der Arzneimittel zur Anwendung beim Menschen das Bundesinstitut für Arzneimittel und Medizinprodukte und das Paul-Ehrlich-Institut und
- für Tierarzneimittel das Bundesamt für Verbraucherschutz und Lebensmittelsicherheit und das Paul-Ehrlich-Institut.